# Rigidité (économie)
Pour les articles homonymes, voir Rigidité.

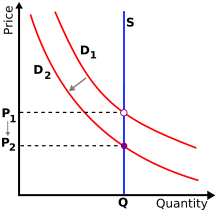
Courbe d'offre et de demande où l'offre est ici parfaitement rigide : une baisse des prix n'a pas impact sur les quantités produites.

Une rigidité, ou inélasticité, caractérise en sciences économiques une courbe d'offre ou de demande où la variation des prix a peu d'impact sur la variation de la quantité produite ou demandée.
Une courbe rigide est l'inverse d'une courbe élastique.

## Concept
Dans une courbe d'offre et de demande, les variations des quantités produites en fonction des variations des prix rendent compte de la pente des courbes d'offre et de demande, c'est-à-dire de leurs élasticités. Soit O l'offre, D la demande, P les prix, et {\displaystyle \Delta } la variation d'une variable à droite. La pente de la courbe de demande est donnée par la formule : {\displaystyle e_{D/P}={{\Delta D \over D} \over {\Delta P \over P}}} ; et celle de la demande par la formule : {\displaystyle e_{O/P}={{\Delta O \over O} \over {\Delta P \over P}}}.
Ainsi, une rigidité se manifesterait par une élasticité proche de zéro.

## Histoire
L'économiste David Hume est le premier à conceptualiser la rigidité dans Of Money et Of Interest.